# Eteona inornata
Eteona inornata är en fjärilsart som beskrevs av Hans Fruhstorfer 1907. Eteona inornata ingår i släktet Eteona och familjen praktfjärilar. Inga underarter finns listade i Catalogue of Life.